# Osmidílný esej
Osmidílný esej (čínsky v českém přepisu pa-ku-wen, pchin-jinem bāgǔwén, znaky 八股文) byl specifický literární žánr Číny mingské a čchingské doby vyžadovaný od konce 15. století u úřednických zkoušek a používaný pouze u nich.

## Skladba
Žánr osmičlenného eseje byl mimořádně zformalizován, předpokládal, v prvé řadě, úvahu na jedno z témat pěti klasiků a čtyř knih s kanonickými komentáři Ču Siho. Předpokládalo se použití klasického literárního jazyka s množstvím aluzí a bohatým paralelismem. Struktura takové úvahy zahrnovala následující sekce:
1. Úvod (破题, pcho-tchi) – dvě věty v próze představující téma eseje;
2. Rozvinutí úvodu (承題, čcheng-tchi) – pět vět v próze rozvíjejících úvod a formulující cíl eseje;
3. Počáteční expozice (起讲, čchi-ťiang) – v próze, ve všeobecnosti seznamovala se smyslem a obsahem práce;
4. Počáteční úvaha (起股, čchi-ku) – podle zadání 4, 5, 8 nebo 9 párů vět paralelně rozvíjejících předešlý díl. Autor v této části ukazoval umění vyjadřovat se s pomocí synonym při zachování smyslu a struktury textu.
5. Ústřední úvaha (中股, čung-ku) – psána rytmickou prózou s paralelami, jejich počet nebyl omezen, zde kandidát plně rozebral téma eseje;
6. Závěrečná úvaha (后股, chou-ku) – v rytmické próze s paralelami, posouzení momentů nezahrnutých v ústřední části;
7. Shrnutí úvah (束股, šu-ku) – 2 až 5 párů paralelních vět, svázání tematických linií mezi sebou;
8. Velký souhrn (大结, ta-ťie) – celkový souhrn práce, psaný prózou, přísně formální beze svobody výrazu.

Text byl kromě toho omezen v celkovém rozsahu. Nesměla se používat slova a vyjádření považovaná za nevhodná a urážlivá, případně identifikující kandidáta. Úvahy na současná témata byly zakázány, všechny historické odkazy se musely vztahovat k období před smrtí Mencia (289 př. n. l.).

## Historie
Osmidílný esej jako specifický formát poprvé použil sungský státník a učenec Wang An-š’ v 11. století. Šířeji se rozšířil až po několika stoletích v mingském období. V počátcích říše Ming její zakladatel a první císař Chung-wu omezil eseje kandidátů úřednických zkoušek pouze minimálním rozsahem a nutností držet se tématu. Podle Ku Jen-wua se během 15. století forma esejů postupně standardizovala a v éře Čcheng-chua (1465–1487) se objevil i termín „osmidílný esej“ (pa-ku-wen). Poprvé byl osmidílný esej vyžadován při zkouškách roku 1487 a 1496.
Od 16. století bylo mistrovství v psaní osmidílného eseje podmínkou úspěchu u zkoušek, nakladatelé proto tiskli úspěšné eseje jako vzory pro kandidáty. Oficiální souhlas tyto praktiky získaly roku 1587, kdy vláda rozhodla o publikaci nejlepších esejů posledního století.